# MTV Hard Rock Live
MTV Hard Rock Live je živé album pop-punkové skupiny Simple Plan z roku 2005.

## Seznam skladeb
1. Shut Up
2. Jump
3. The Worst Day Ever
4. Addicted
5. Me against The World
6. Crazy
7. God Must Hate Me
8. Thank You
9. Welcome To My Life
10. I'm Just A Kid
11. I'd Do Anything
12. Untitled (How Could This Happen To Me?)
13. Perfect

Plus Cd Bonus Tracks:
1. Crazy (acoustic version)
2. Welcome To My Life (acoustic version)
3. Perfect (acoustic version)